# Thymiaterion

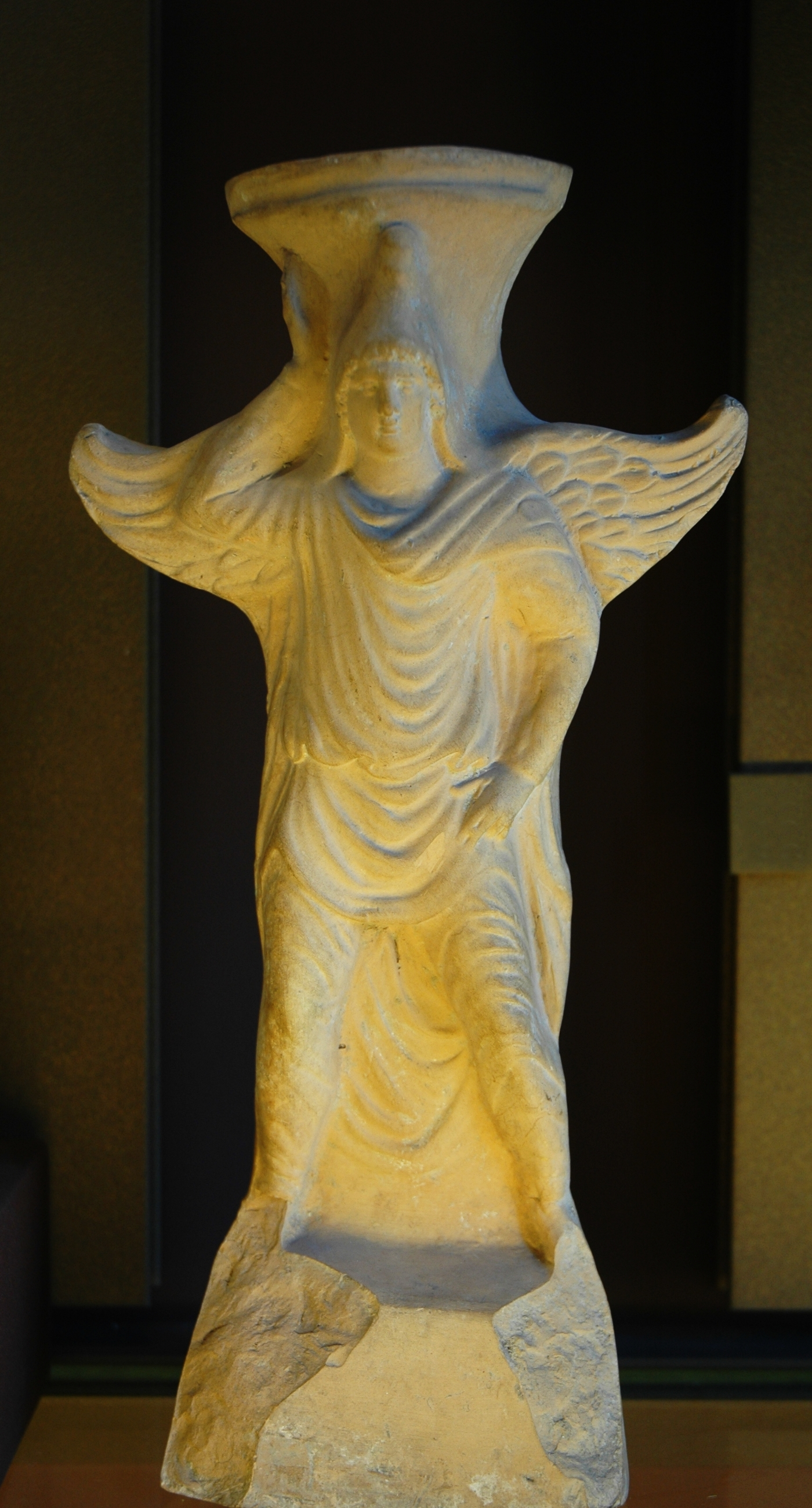
Thymiaterion de Tarse (ville) à l'effigie d'Attis.

Un thymiaterion est un type d'encensoir utilisé dans l'Antiquité pour des cérémonies religieuses. Ce terme grec ne sert pas seulement à décrire les encensoirs utilisés en Grèce antique mais également les accessoires cultuels similaires en usage chez les Phéniciens ou les Étrusques.
Les thymiateria pouvaient avoir une grande variété de formes, depuis de simples pots de terre cuite jusqu'aux objets sculptés ou moulés, d'argile ou de métaux précieux.

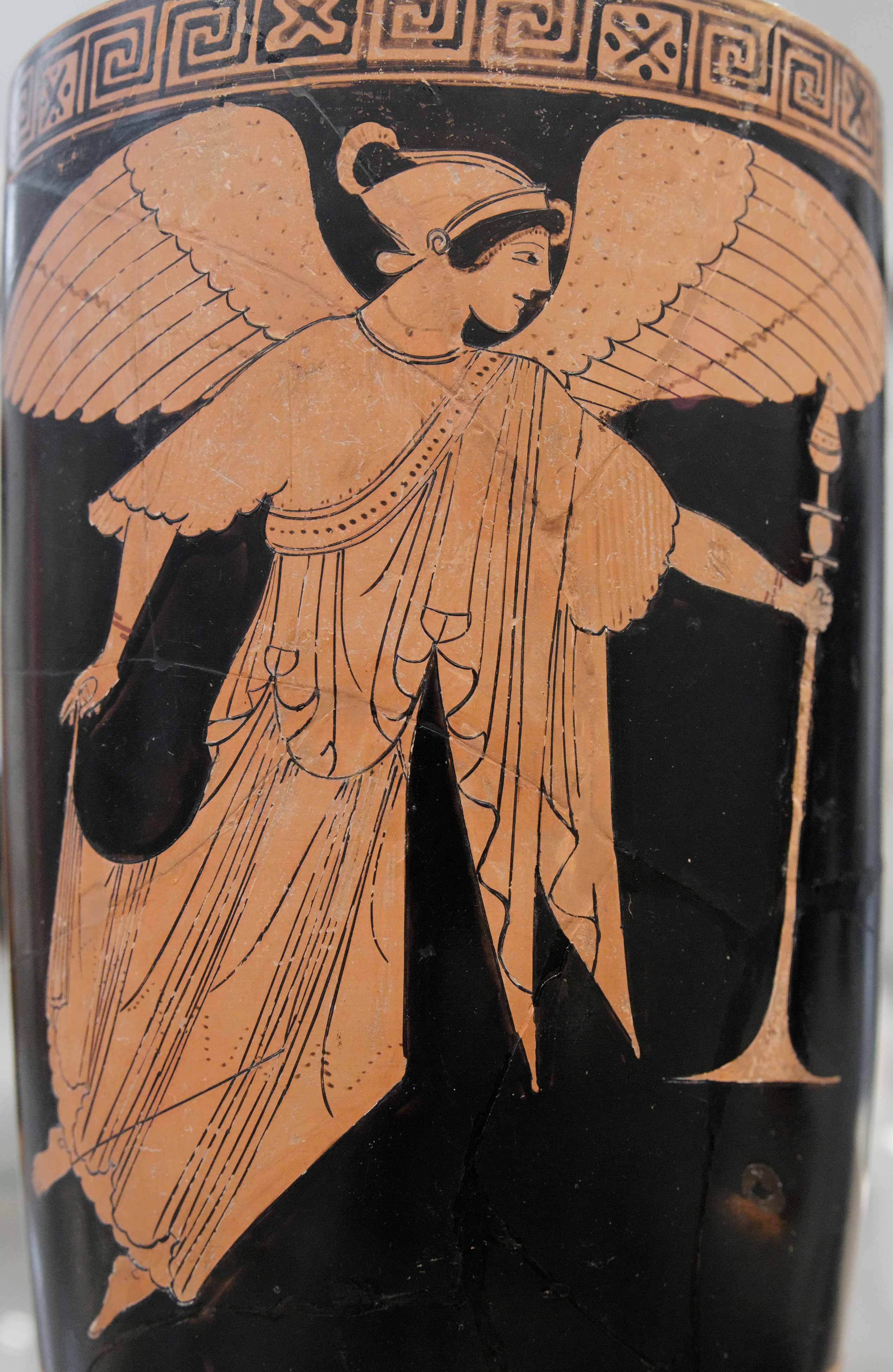
Vase consacré à Niké portant un thymiaterion, vers 490 av. J.-C.
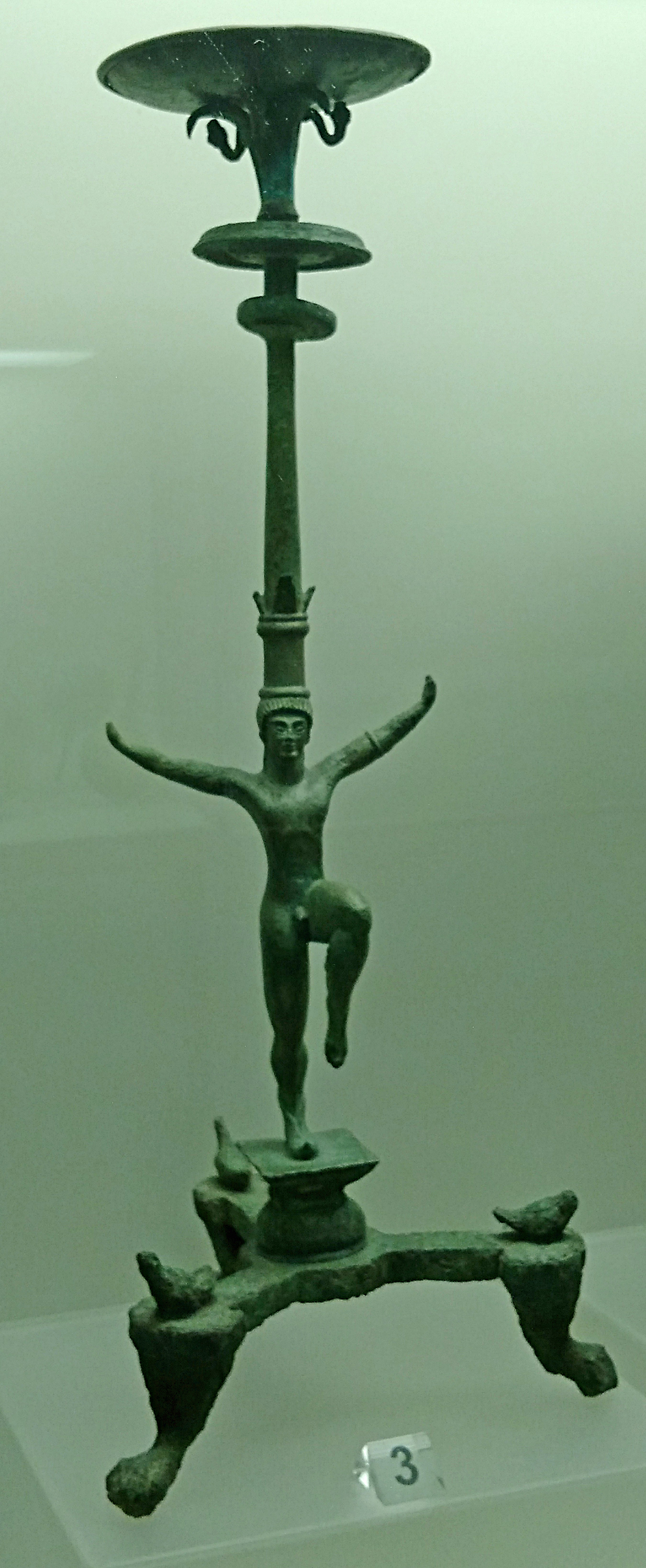
Thymiaterion de Vulci (Musée national étrusque de la villa Giulia à Rome).
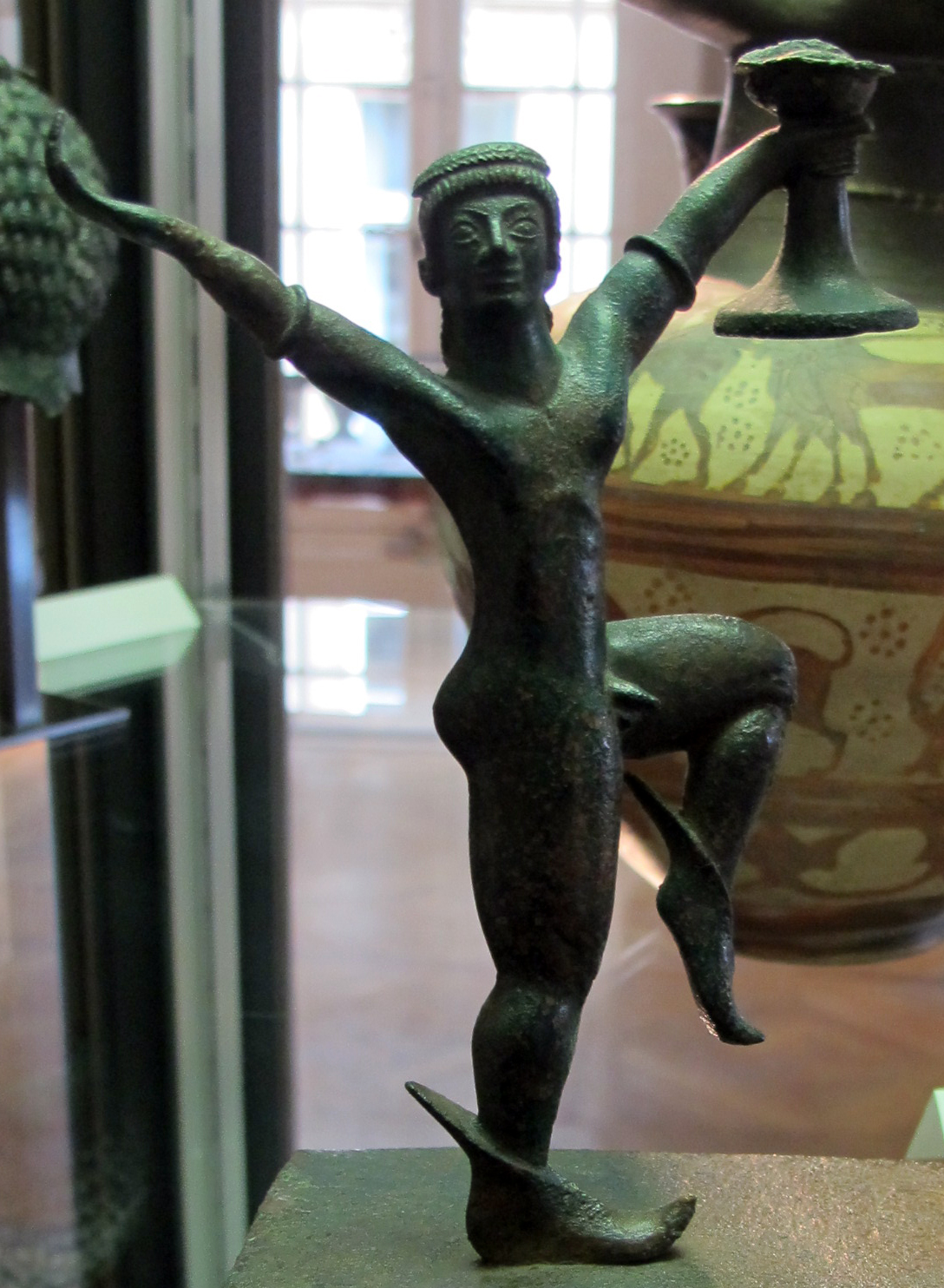
Art étrusque, base de thymiaterion, -500.
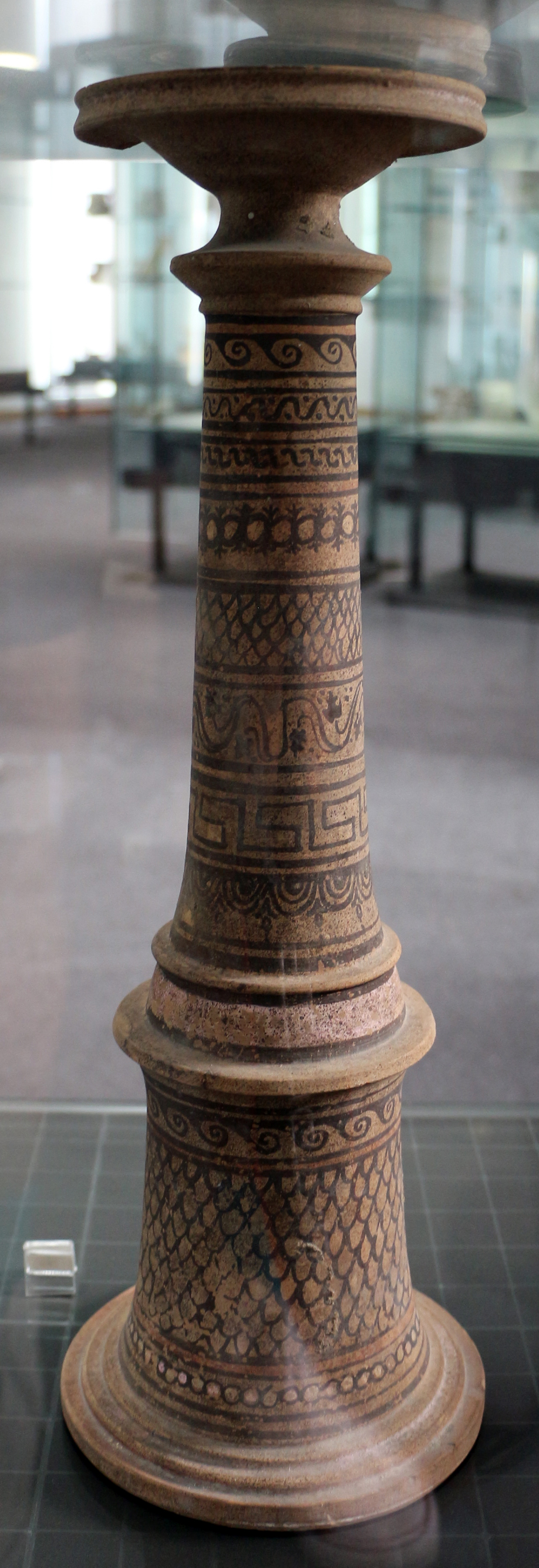
Thymiaterion daunien à décor rubané, 300-250 avant l'ère commune.